# Tablao

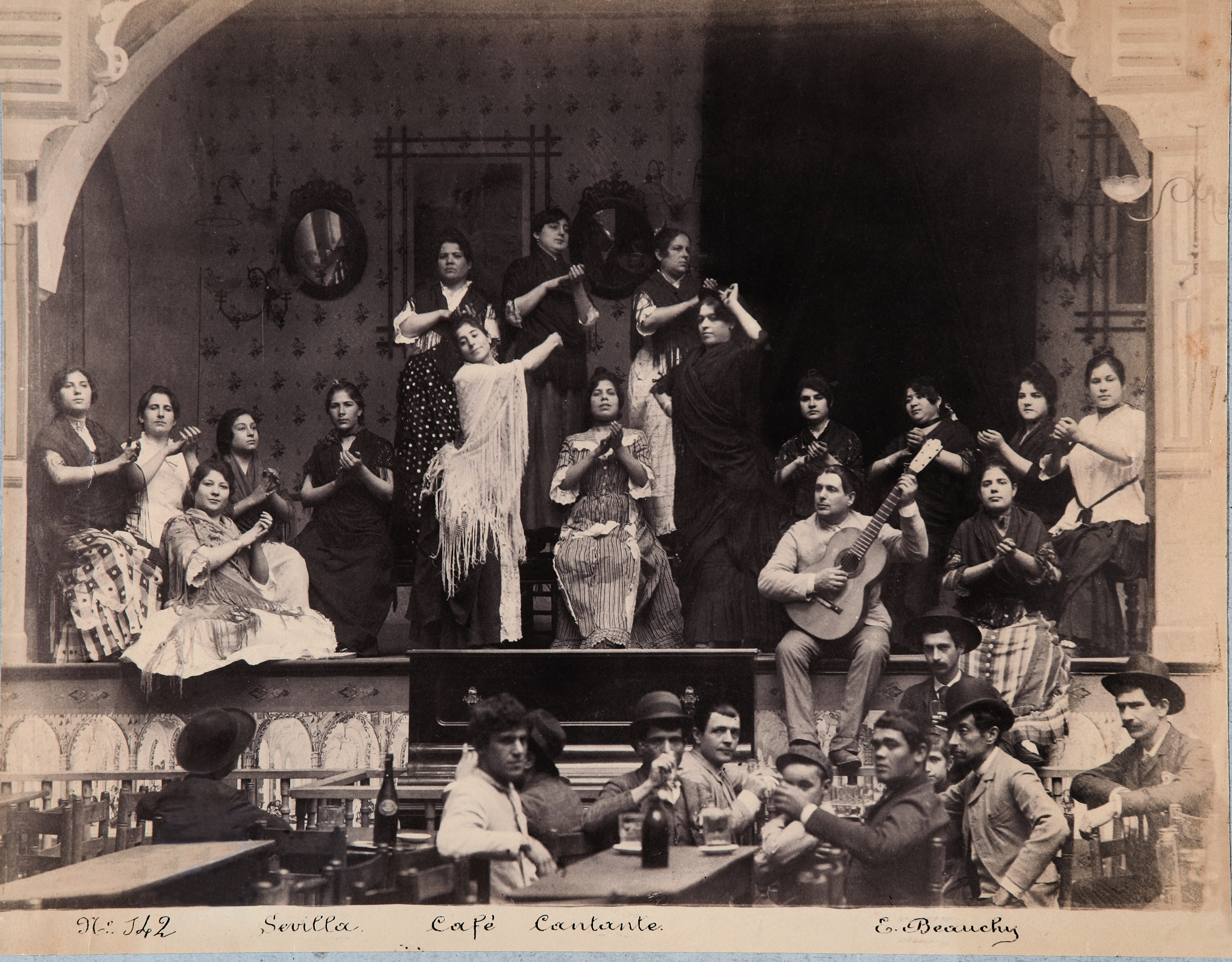
Un primitivo tablao sevillano, fotografiado por Emilio Beauchy hacia 1885.

Un tablao es un local en el que tienen lugar espectáculos flamencos. Heredero del antiguo café cantante a partir de la década de 1960, suele ser un local de ambiente íntimo y concentrado. Para algunos aficionados, son «templos flamencos» que han contribuido a la recuperación y mantenimiento del arte flamenco; para otros, meros locales turísticos para extranjeros sin un flamenco de calidad.
Se conservan locales de rancia tradición flamenca en Madrid, Sevilla, Córdoba, y otras capitales y localidades andaluzas.
El flamenco fue reconocido en 2010 por la UNESCO como un patrimonio universal al agregarlo a su Lista Representativa del Patrimonio Cultural Inmaterial de la Humanidad.

## En la literatura
Aparecen mencionados por los viajeros extranjeros del siglo xix y el xx como garitos flamencos, cafés cantantes, tabernas del cante jondo o tablaos, y descritos en sus novelas por Ernest Hemingway, Almudena Grandes o Terenci Moix. Autores españoles del 98 como Pío Baroja y del 27, como Rafael Alberti o Federico García Lorca, dejaron páginas dedicadas a algunas de las pequeñas «catedrales del duende». Así, por ejemplo, puede leerse esta descripción de Baroja en su novela Aurora roja:

Echamos un sigarro, y como éramos paisanos, jablando de la tierra fuimos al tablao. Se sentó en el banquiyo, era tan bajito que no yegaba; entonse se levantó un poco y serró la argoya. «A ti te perdono -me dijo-; a estos farsantes, que les den morsiya. ¡Aprieta, y buena suerte!» Era un hombre el Diente.
Pío Baroja (1904) 

## En el cine
El tablao, como elemento tópico del folclore tradicional español, ha servido de escenario y elemento de la trama cinematográfica en muy diversos ejemplos de la filmografía española del siglo xx, y aún del xxi. Pueden mencionarse las versiones de La Lola se va a los puertos (sobre una obra teatral original de los hermanos Machado, Antonio y Manuel, del mismo título, como  la de 1947, el remake de 1993 con Rocío Jurado en el papel protagonista o el filme argentino Café cantante.

## Tablaos históricos

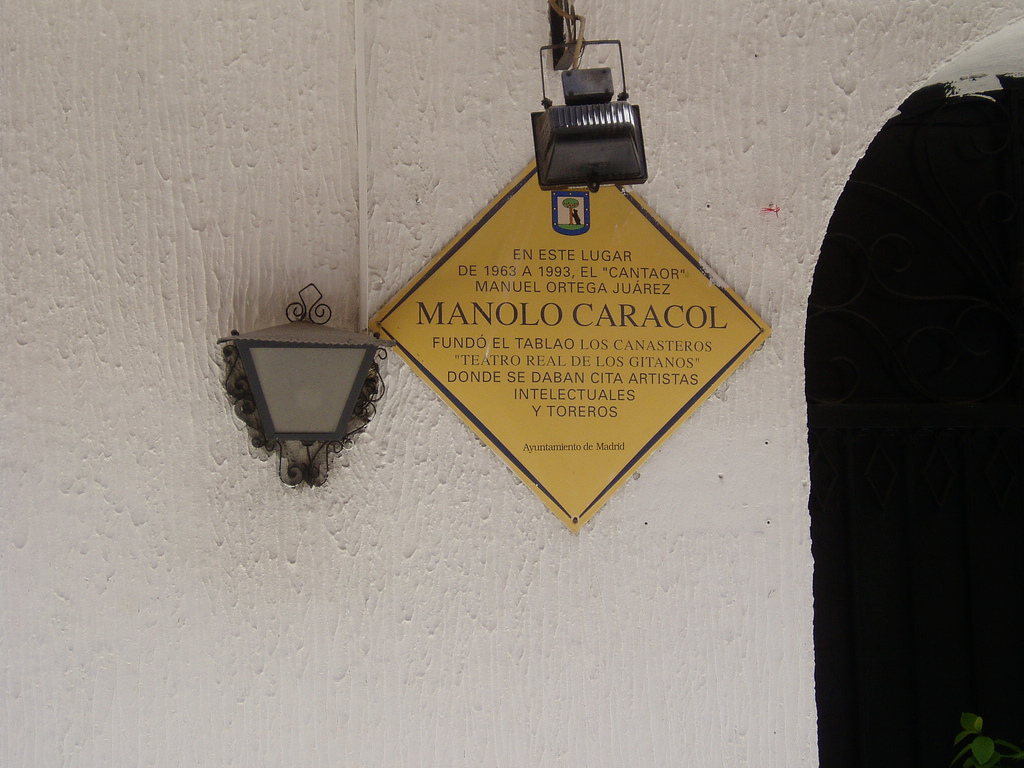
Antigua localización

En el conjunto de la península ibérica, se mencionan como más relevantes: el Café de Chinitas de Málaga, entre 1857 y 1937, el tablao Los Gallos en Sevilla, El Patio Sevillano, el tablao más antiguo de Sevilla, o el Tablao Flamenco Cordobés de Barcelona. Y en Madrid: el Villa Rosa (desde 1911), Los Gabrieles (desde 1898) o los ya desaparecidos El Duende, propiedad de Pastora Imperio y Gitanillo de Triana, o Los Canasteros, inaugurado por Manolo Caracol en 1963, marcando la etapa de expansión de los tablaos en el Madrid de mediados de la década de 1960. En esos años, Alfonso Sánchez afirmaba que “Madrid de noche se ha convertido en el más importante meridiano flamenco de España”. Los nuevos tablaos recuperaban la gloria antigua del café cantante. También coinciden los flamencólogos en señalar que aquel fenómeno convergente en Madrid, de la mano y bajo la autoridad de figuras como Manuel Soto “Sordera”, Pastora o el propio Caracol, fue decisivo para la toma de contacto de músicos y estrellas del cante y el duende, como Paquera de Jerez, Gaspar de Utrera, Lebrijano, Cañeta, Fosforito, Farruco, María Vargas, Beni de Cádiz, Chato de la Isla, la Sallago, Dolores de Córdoba, Perla de Cádiz, Manolo Sanlúcar, Paco Cepero, Juan Maya “Marote”, Romerito, Güito, Manuela Carrasco, Terremoto, Paco Toronjo, Camarón, Pansequito, José Mercé, Enrique Morente... en una lista que los propios críticos definen interminable, apuntando que «sería más fácil nombrar a quién no llegó a actuar en los tablaos».